# 倉本春奈
倉本 春奈（くらもと はるな、3月23日 - ）は、日本の女性声優。静岡県出身。アイムエンタープライズ所属。

## 経歴
日本ナレーション演技研究所出身。2019年にアイムエンタープライズ所属。

## 人物
趣味はカフェ巡り。特技はプテラノドンの真似。
資格は普通自動車免許。
方言は伊豆方言。
天野聡美とよく電話したり、遊んだり泊まったりと仲がいい。

## 出演

### テレビアニメ
2021年
- 恋と呼ぶには気持ち悪い（女性A）

2022年
- オリエント（娘）
- ヒーラー・ガール（観客達）
- 魔入りました!入間くん（生徒たち）
- マブラヴ オルタネイティヴ（国連軍衛士）
- VAZZROCK THE ANIMATION（観客）

2024年
- 烏は主を選ばない（女房、藤宮連、宗家の女房）
- リンカイ!（松山椿）
- なぜ僕の世界を誰も覚えていないのか?（レジスト兵）

2025年
- 黒執事 -緑の魔女編-（村人）
- ぷにるはかわいいスライム（店員）
- フェルマーの料理（黒崎麗子）

### 劇場アニメ
- どうにかなる日々（2020年）

### ゲーム
時期不明
- 逆転オセロニア（エルティナ）
- 白猫テニス（アスラ）

2010年代
- AFKアリーナ（2019年、テルミン、ドリー）
- キングダムオブヒーローズ（2019年、グィネヴィア）
- ベースボールスーパースターズ（2019年、ヴリトラ、シュリ、レックス）

2020年代
- タイムディフェンダーズ（2021年、ステラ）
- クイズRPG 魔法使いと黒猫のウィズ（2022年、玩儿玩具）
- BLUE PROTOCOL（2023年）
- マブラヴ：ディメンションズ（2024年、ブリギッテ・フォン・ヴェスターナッハ）

### ドラマCD
- GLAYS FANG
- 三千世界の鴉を殺し

### 吹き替え

#### ドラマ
- トワイライト・ゾーン シーズン2（アーナ）

### デジタルコミック
- 大東京鬼嫁伝（2021年 - 2022年、すみれ[6]、まつり[7]、依頼者） - 2シリーズ[一覧 1]
- マジックエアポート（2022年、神田川一刀[8][9]）
- わたしの夫はあの娘の恋人（2023年、笹野香織[10]）
- 高飛車皇女は黙ってない（2023年、クローディア[11]）
- アイスヘッドギル（2023年、アリスン[12]）

### テレビ番組
※はインターネット配信。
- 倉本春奈の「敏腕社長道」（2023年、ドリームソースチャンネル（ニコニコ動画）[13]）※

### シリーズ一覧
1. ↑  読切版（2021年）、連載版（2022年）

### 初出話一覧
1. ↑  第1話初出
2. ↑  第7話初出
3. 1 2  第4話初出
4. ↑  第3シリーズ 第1話初出
5. ↑  第14話初出
6. ↑  第13話初出
7. 1 2  第8話初出
8. ↑  第12話初出
9. 1 2  第17話初出
10. ↑  第2話初出
11. ↑  第6話初出